# Nospelt
Nospelt (Luxemburgs: Nouspelt) is een plaats in de gemeente Kehlen en het kanton Capellen in Luxemburg.

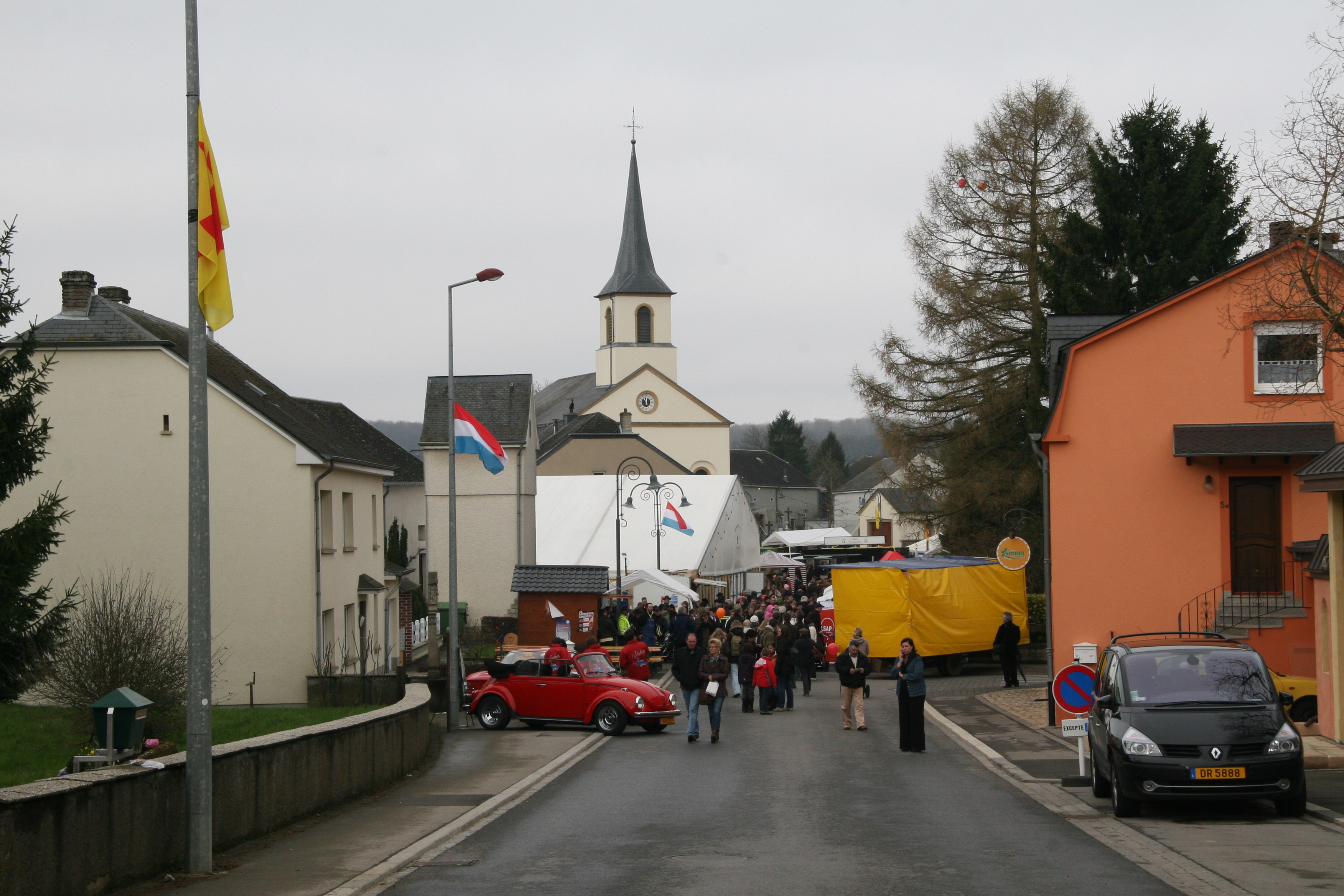
Nospelt

Nospelt telt 751 inwoners (2001).